# Blåsutkyrkan
Blåsutkyrkan är en kyrkobyggnad i stadsdelen Blåsut, väster om Vänersborgs centrum. Den tillhör sedan 2010 Vänersborg och Väne-Ryrs församling (tidigare Vänersborgs församling) i Skara stift.

## Kyrkobyggnaden
Byggnaden uppfördes 1974 efter ritningar av Carl-Anders Hernek. Den är tidstypiskt utformad med vita avskalade rätvinkliga fasader i mexitegel. Förutom kyrkan innehåller anläggningen församlingshem och fritidsgård. Själva kyrkan avviker genom sin höjd och sina stora fönster. 
Kyrkorummet är nästan kvadratiskt, med möjlighet att ansluta en kyrksal som avskiljs med skjutdörrar. Interiören är stram och sparsmakad med mittgång och altare mot fondväggen. Dopfunten är sidoordnad med en egen processionsgång.  

## Inventarier
- Portarna i trä har skulpterats av Kurt Dejmo.
- Altartavlan i textil är utförd av Ulla-Britta Emitslöf-Dejmo

## Orgel
På golvet i öster står en mekanisk orgel med ljudande fasad byggd 1974 av Gustaf Hagström Orgelverkstad. Den har nio stämmor fördelade på två manualer och pedal.
| Manual I (C-f3)     | Manual II (C-f3)  | Pedal (C-f1) | Koppel |
| ------------------- | ----------------- | ------------ | ------ |
| Rörflöjt 8'         | Gedakt 8'         | Subbas 16'   | I/P    |
| Principal 4'        | Spetsflöjt 4'     |              | II/P   |
| Waldflöjt 2'        | Principal 2'      |              | II/I   |
| Sesquialtera 2 chor | Scharf 3 chor     |              |        |
| Tremulant           | Crescendosvällare |              |        |

## Klockstapel
Klockstapeln byggd i svartimpregnerat trä är originell genom sin obeliskform. I stapeln hänger två klockor.  

## Bilder

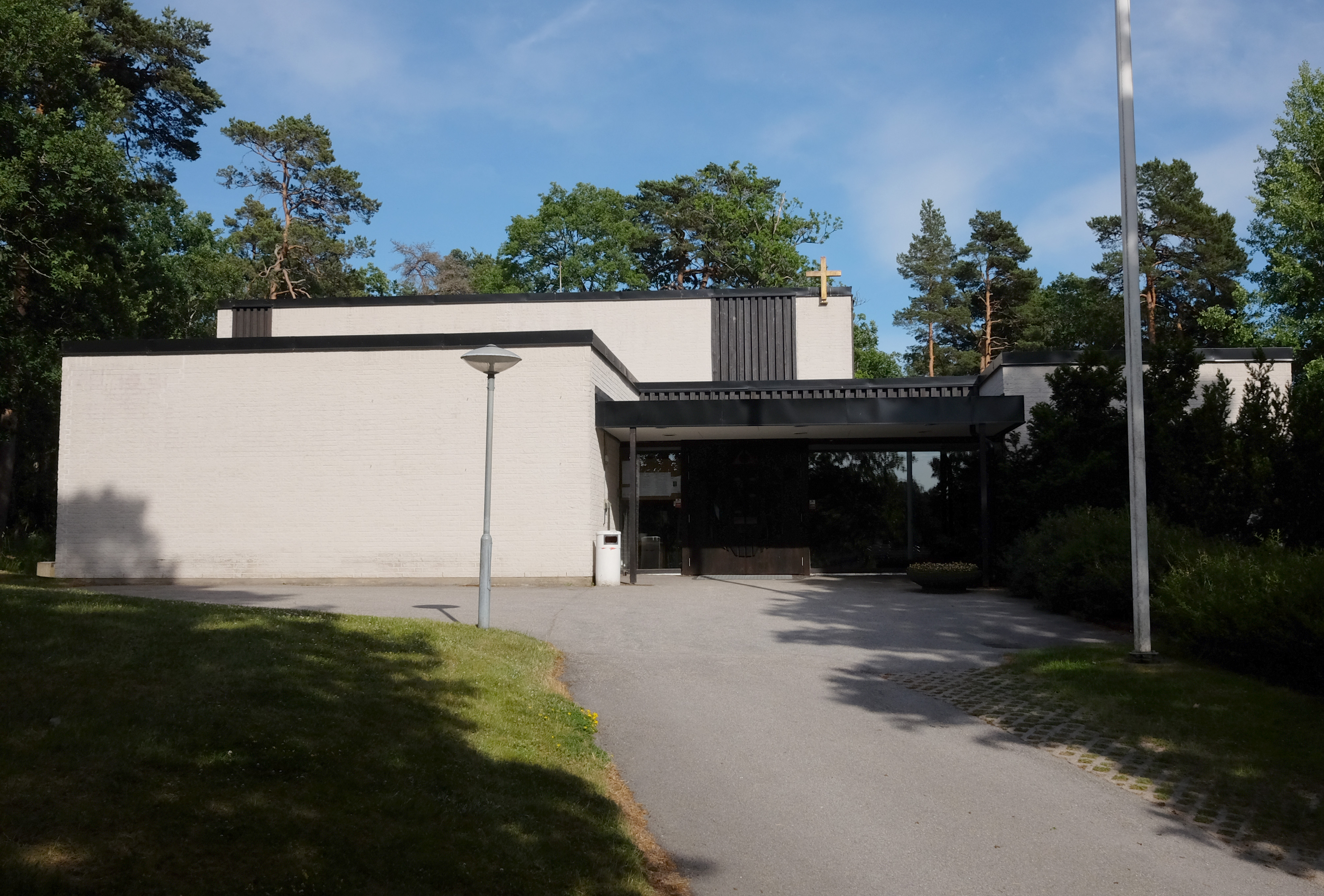
Exteriör framifrån.
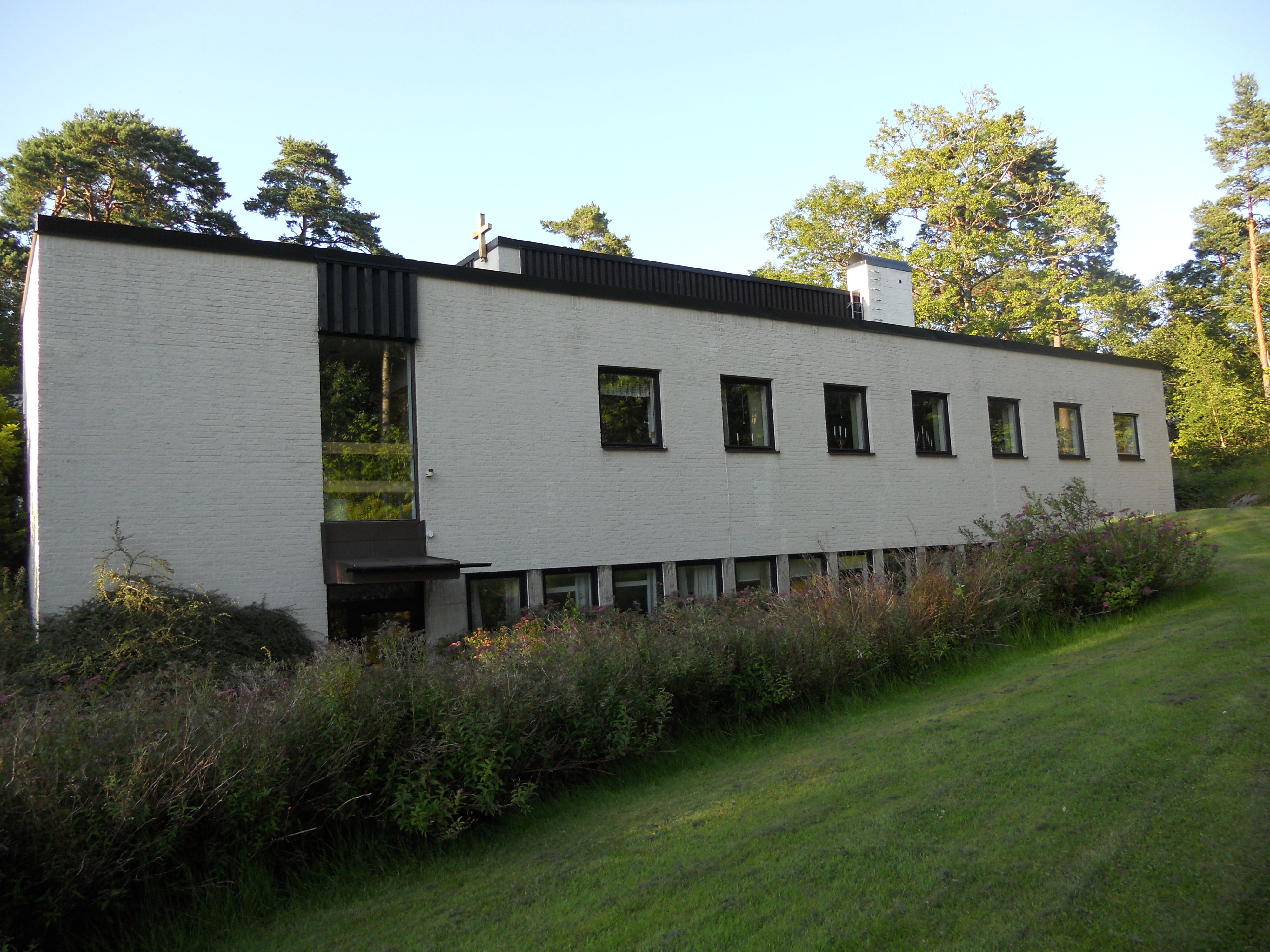
Exteriör från sidan.
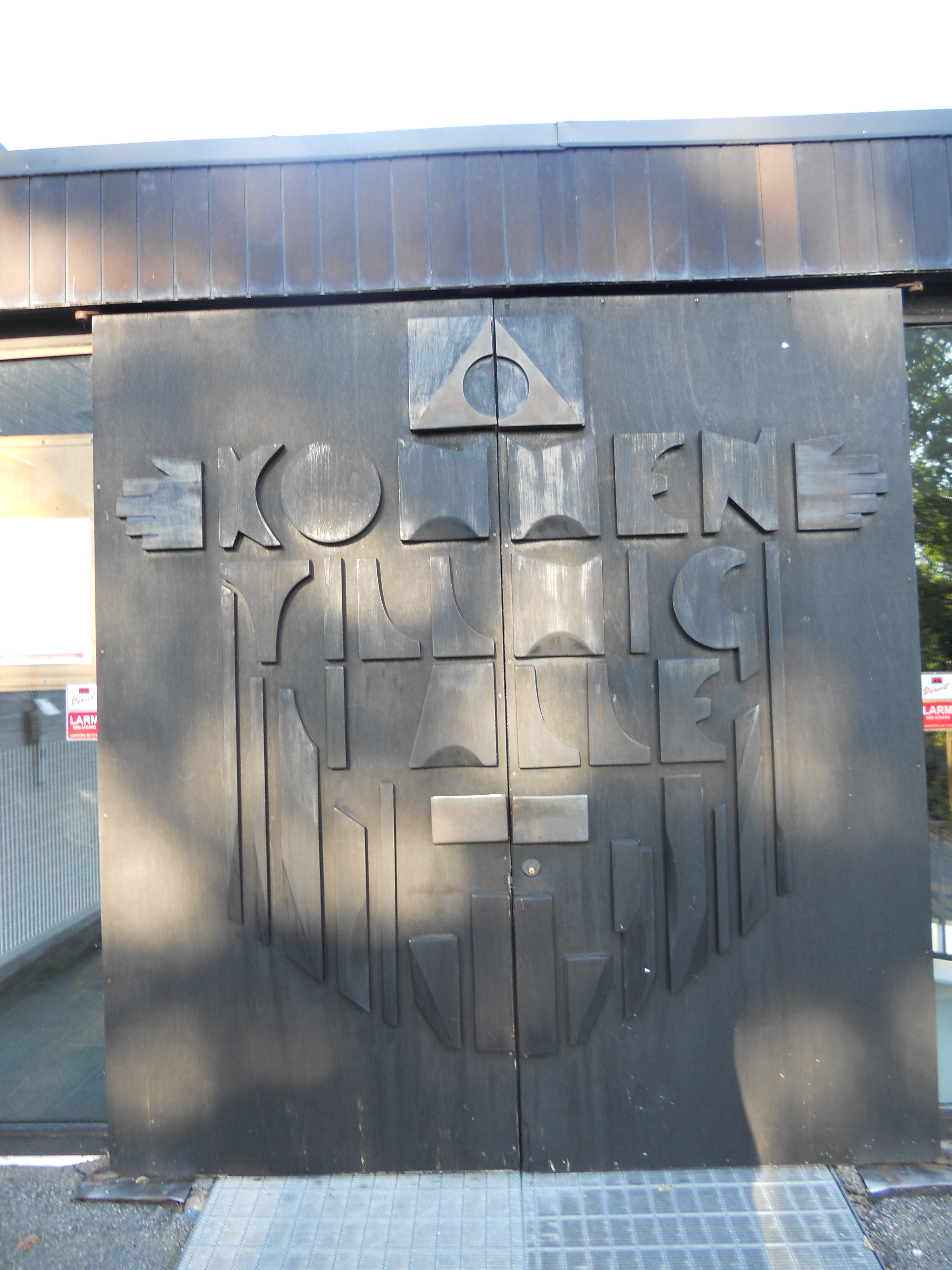
Skulpterad port.
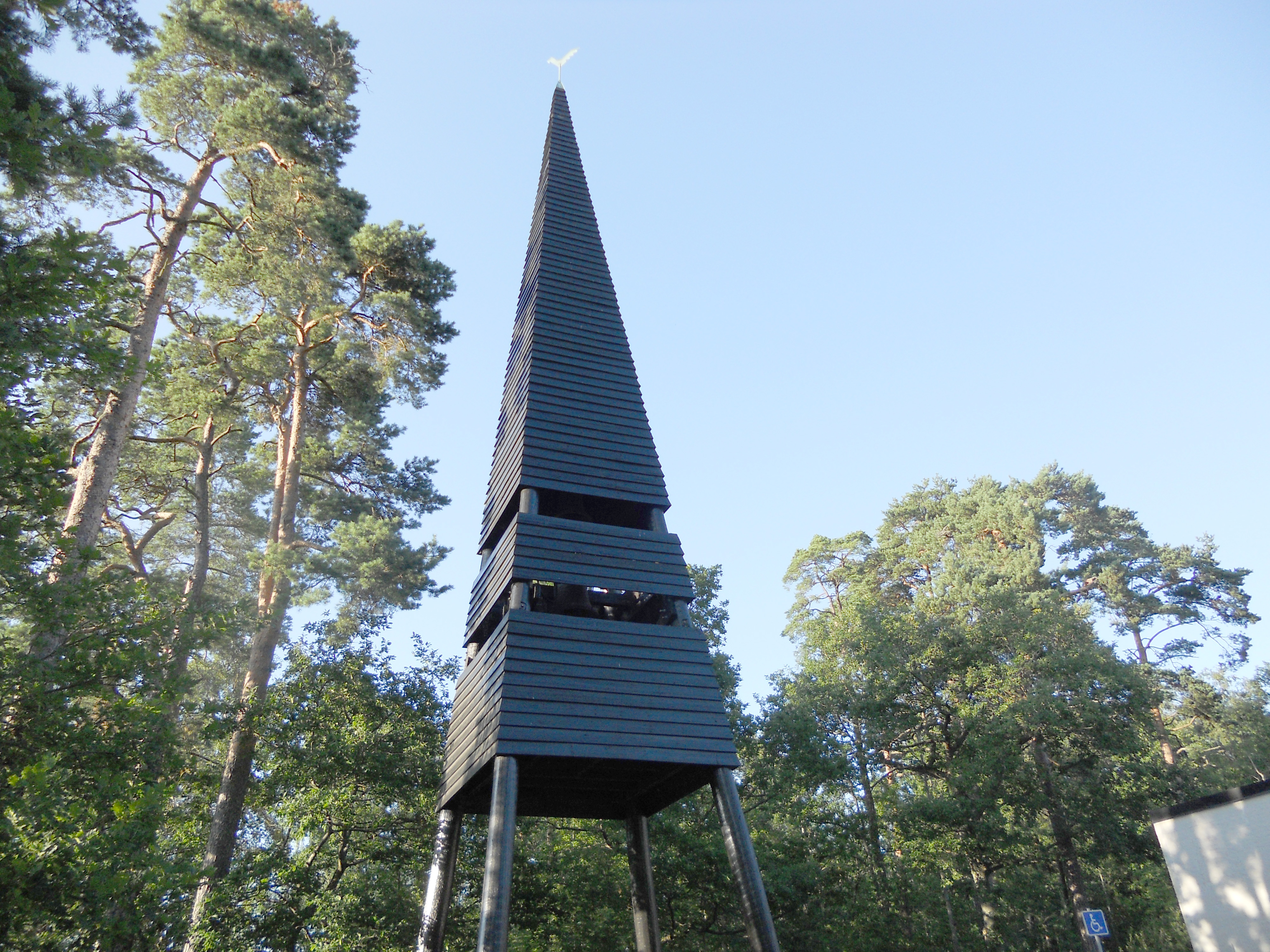
Klockstapeln.